# Kaeng Krachans nationalpark
Kaeng Krachans nationalpark är med en yta av 2 914,7 km² den största nationalparken i Thailand. Den ligger i norra delen av Malackahalvön nära turistorten Hua Hin. Nationalparken inrättades den 12 juni 1981 som den 28:e nationalparken i landet. Parkens västra gräns är även landets gräns mot Myanmar.
I östra delen av parken byggdes ett vattenmagasin med en dammbyggnad. Bergstrakten kring magasinet ligger upp till 1200 meter över havet och består främst av granit samt av kalksten. De flesta bergssluttningar är mycket branta med en lutning mellan 35 och 80 %.

## Flora och fauna
Vegetationen i parken består huvudsakligen av regnskog och dessutom är ungefär 10 % av ytan täckt med lövfällande skog. Ofta är undervegetationen tät med lianer, ormbunkar, klätterväxter och orkidéer. Typiska växter tillhör släktena Afzelia, Hopea, Dipterocarpus, lagerströmiasläktet, Pterocarpus och Aquilaria.
Djurlivet i parken är typisk för Sydostasien med cirka 400 olika fågelarter och 57 olika däggdjursarter. Till exempel upptäcktes 1991 en taggstjärtsskata (Temnurus temnurus) i parken som innan inte hade observerats i Thailand. I parken lever bland annat 6 arter av näshornsfåglar, röd djungelhöna, två nära släktingar till fasanen samt flera olika hackspettar och sångfåglar.
Oberoende av den täta växtligheten förekommer stora däggdjur i parken som asiatisk elefant, indokinesisk tiger (Panthera tigris corbetti), banteng (Bos javanicus) eller schabraktapir (Tapirus indicus).